# Ichneumon ingae
Ichneumon ingae är en stekelart som beskrevs av Heinrich 1980. Ichneumon ingae ingår i släktet Ichneumon och familjen brokparasitsteklar. Inga underarter finns listade i Catalogue of Life.